# Orthagnes
Orthagnes  war ein indo-parthischer König, der um 70 n. Chr. regierte.
Orthagnes ist vornehmlich von Münzen bekannt, die in Kandahar geprägt worden sind. Er wird auf den Münzen als Gondophares bezeichnet. Der Name des letzteren Herrschers ist also nach dessen Tod zu einem Herrschertitel geworden. Auf den Rückseiten der Münzen erscheint ein Wort mit der Endung Gadana or Gudana (brother of Gad) in Kharoshti. Die Bedeutung ist unbekannt. Sein Sohn und Nachfolger war Ubouzanes.